# آلالو
آلالو یا آلالا شخصیتی ازلی در اساطیر بین‌النهرین و هوری بود. او را از اسناد امار نیز می‌شناسند که در آنجا به آلال شهرت داشت. در حالی که نقش او در این سه بافتار یکسان نبود، توافق بر این است که هر سه نسخه منشأ یکسانی دارند. آلالو در فرهنگ هوری نقش قدیمی‌ترین پادشاه خدایان را در چرخه کوماربی ایفا می‌کند و شناخته‌شده‌ترین است؛ معمولاً در پژوهش‌های متمرکز بر اسطوره‌شناسی تطبیقی مورد بحث قرار می‌گیرد، اما توافق شده است که آلالا در بین‌النهرین نشاندهندهٔ قدیمی‌ترین سنت در مورد این وجود است. با این حال، ریشه‌شناسی دقیق نام او ناشناخته، و احتمالا نه به سومری و نه به سامی است. هر دو منابع هوری و بین‌النهرینی ارتباط بین او و آنو را تایید می‌کنند، اما ماهیت آن در بین فرهنگها متفاوت است.

## منابع هوری و هیتی

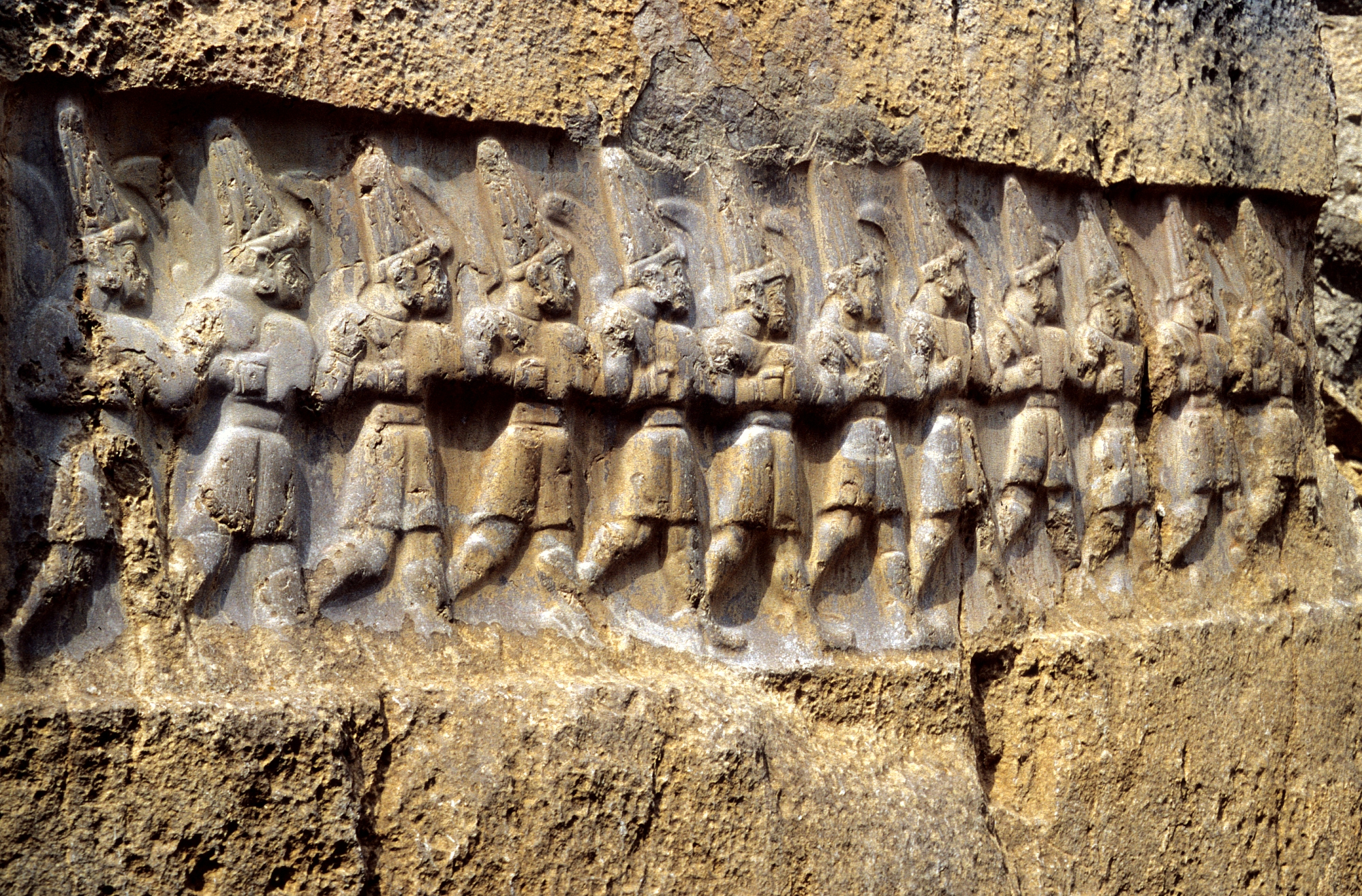
نقش برجسته‌ای از مکان مقدس یازلیکایا که خدایان آغازین را به تصویر می‌کشد.